# Stade de la Marche-Verte
Le stade de la Marche-Verte (en arabe : ملعب المسيرة الخضراء) était un stade de football à Salé, au Maroc.
Il accueillait les rencontres du Sporting de Salé et de l'AS Salé.  Sa capacité atteignit les  4 000 places avant sa démolition en 2006 dans le cadre du projet de l'aménagement de la vallée du Bouregreg.  